# Viktimodogmatischer Ansatz
Der viktimodogmatische Ansatz geht davon aus, dass Personen aus dem Schutzbereich strafrechtlicher Normen durch Leichtgläubigkeit, mangelnde Risikobewertung etc. herausfallen können.
Jemand, der beispielsweise Geld für eine Fernheilung durch einen selbsternannten Wunderheiler bezahlt, wird nach dieser Ansicht kein Opfer eines Betrugs, da es nicht Aufgabe des Strafrechts sei, auch sehr Leichtgläubige zu schützen.
Argumente lassen sich (wohl) z. B. aus der Privatautonomie oder der Allgemeinen Handlungsfreiheit ziehen. Zudem kann man gerade im Beispielsfall auch davon ausgehen, dass sich das Opfer gar nicht als solches sieht.

## Kritik
Der viktimodogmatische Ansatz hat nur wenige Anhänger. Überwiegend wird die Auffassung vertreten, das Strafrecht sei auch gerade dazu da, leichtgläubige Menschen zu schützen.
Dem viktimodogmatischen Ansatz kann man z. B. die positive und negative Generalprävention (Strafzweck) entgegenhalten. Im Beispielsfall kann man anführen, die Täuschung durch den Täter sei durch ihre Intensität in der Lage fortzuwirken, was aber nicht in eine Straffreiheit des Täters münden darf.